# 433 Eros
433 Eros é um asteroide cujo nome foi dado em homenagem ao deus da mitologia grega, Eros. É um asteroide de "tipo S" com dimensões de aproximadamente 13 × 13 × 33 km. É o segundo maior asteroide que passa próximo à Terra depois de 1036 Ganymed, ambos pertencentes ao grupo Amor. É um asteroide do tipo "Mars-crosser", pois foi o primeiro a ser identificado em órbita próxima a Marte. É um dos poucos asteroides com órbita também próxima à Terra com diâmetro maior que 10 km. Acredita-se ser maior do que o que caiu na península de Yucatán formando a cratera de Chicxulub à qual é atribuída a causa da extinção dos dinossauros.
O 433 Eros foi visitado pela sonda espacial NEAR Shoemaker que entrou em sua órbita em 15 de fevereiro de 2000 e aterrissou em sua superfície em 12 de fevereiro de 2001.
Esse asteroide foi descoberto em 13 de agosto de 1897 pelo astrônomo francês Auguste Charlois.